# Pimpinella affinis
Pimpinella affinis är en flockblommig växtart som beskrevs av Carl Friedrich von Ledebour. Pimpinella affinis ingår i släktet bockrötter, och familjen flockblommiga växter. Inga underarter finns listade i Catalogue of Life.